# Pure Pleasure
Pure Pleasure è l'album di debutto del cantante giamaicano Shaggy, pubblicato nel 1993 per la Virgin Records.

## Tracce
1. Soon Be Done
2. Give Thanks And Praise
3. Lust
4. Oh Carolina
5. Tek Set
6. Bedroom Bounty Hunter
7. Nice And Lovely
8. Love How Them Flex
9. All Virgins
10. Ah-E-A-Oh
11. It Bun Me
12. Big Up
13. Bow Wow Wow
14. Follow Me
15. Mampie
16. Oh Carolina (Raas Bumba Claat Version)